# Anar (Iran)
Anār (farsi انار ) è una città dello shahrestān di Anar, nella provincia di Kerman. Aveva, nel 2006, una popolazione di 12.791 abitanti. Il nome anar in farsi significa "melograno".